# Let's Get It On
Let's Get It On studijski je album američkog soul vokala Marvina Gayea, koji izlazi u kolovozu 1973.g. Kritike na matreijal osvrću se na njegovu romantiku i seksualnost, pa je album ocijenjen kao "savršeni snimak senzualnosti i pozitivne energije". Let's Get it On drugi je album na kojemu Gaye prezentira funki glazbu i isto bilježi veliku uspješnost.

## Popis pjesama

### Strana A
Skladbama od 1-4 producent je Marvin Gaye i Ed Townsend
1. "Let's Get It On" (Gaye/Townsend)  – 4:52
2. "Please Stay (Once You Go Away)" (Gaye/Townsend)  – 3:28
3. "If I Should Die Tonight" (Gaye/Townsend)  – 3:03
4. "Keep Gettin' It On" (Gaye/Townsend)  – 3:09

### Strana B
Skladbama od 5-8 producent je Marvin Gaye
1. "Come Get to This" (Gaye)  – 2:40
2. "Distant Lover" (Gaye/Gordy/Greene)  – 4:15
3. "You Sure Love to Ball" (Gaye)  – 4:43
4. "Just to Keep You Satisfied" (Gaye/Gordy-Gaye/Stover)  – 4:26

## Posebno izdanje iz 2001.

### Disk 1
1. "Let's Get It On" (Marvin Gaye/Ed Townsend)  – 4:52
2. "Please Stay (Once You Go Away)" (Marvin Gaye/Ed Townsend)  – 3:28
3. "If I Should Die Tonight" (Marvin Gaye/Ed Townsend)  – 3:03
4. "Keep Gettin' It On" (Marvin Gaye/Ed Townsend)  – 3:09
5. "Come Get to This" (Marvin Gaye)  – 2:40
6. "Distant Lover" (Marvin Gaye/Gwen Fuqua/Sandra Greene)  – 4:15
7. "You Sure Love to Ball" (Marvin Gaye)  – 4:43
8. "Just to Keep You Satisfied" (Marvin Gaye/Anna Gordy-Gaye/Elgie Stover)  – 4:26
9. "Song #3" (instrumental) (David Van De Pitte/Marvin Gaye)  - 5:28
10. "My Love is Growing" (Marvin Gaye)  - 4:20
11. "Cakes" (David Van De Pitte/Marvin Gaye)  - 3:14
12. "Symphony" (Marvin Gaye/Smokey Robinson)  - 2:51
13. "I'd Give my Life for You" (Marvin Gaye)  - 3:29
14. "I Love You Secretly" (Anna Gordy-Gaye/Elgie Stover/Marvin Gaye)  - 4:18
15. "You're the Man" (Alternativna Verzija 1) (Kenneth Stover/Marvin Gaye)  - 7:24
16. "You're the Man" (Verzija 2) (Kenneth Stover/Marvin Gaye)  - 4:44
17. "Symphony" (Demo Verzija) (Marvin Gaye/Smokey Robinson)  - 2:48

## Izvođači
- Sve prve i prateće vokale izvodi Marvin Gaye, osim gdje je drugačije naznačeno:
  - Prateći voklai u "Just to Keep You Satisfied" izvodi The Originals
- Producent - Marvin Gaye
- Aranžer i dirigent orkestra - David van De Pitte

- Instrumenti - The Funk Brothers:
  - Marvin Gaye: bubnjevi, pianino, klavijature
  - James Jamerson: bas-gitara
  - Uriel Jones: bubnjevi
  - Robert White: gitara
  - Eddie Willis: gitara

## Top lista i povijest singlova
| Naziv                   | Informacije |
| ----------------------- | --- |
| Let's Get It On         | - SAD The Billboard 200 Pop Albumi (1973.) #2 - SAD Pop Albumi (1984.) #127 - SAD Top R&B Albumi #1 (11 tjedana)                                                                                    |
| "Let's Get It On"       | - Tamla single 54234, 15. lipnja 1973. - B-strana: "I Wish It Would Rain" (That's the Way Love Is) - SAD Billboard Hot 100 Pop Singlova #1 (2 tjedna) - SAD Hot R&B/Hip-Hop Singlovi #1 (8 tjedana) |
| "Come Get to This"      | - Tamla single 54241, 11. listopada 1973. - B-strana: "Distant Lover" - SAD Pop Singlovi #21 - SAD Crnački Singlovi #3                                                                              |
| "You Sure Love to Ball" | - Tamla single 54244, 2. siječnja 1974. - B-strana: "Just to Keep You Satisfied" - SAD Pop Singlovi #50 - SAD Crnački Singlovi #13                                                                  |